# خدر فقير
خدر فقير هو مغني فلكلوري يزيدي من سنجار. ولد في قرية (سمئ هيستر) في ناحية كرسي القديمة. يعد أسطورة فلكلور شنكالي وصوت جبل سنجار. أدى العديد من الأغاني الشعبية التي تعبر عن حزن ومعاناة اليزيديين في تاريخهم وحاضرهم.

## حياته
ولد خدر فقير في عام 1950 في قرية (سمئ هيستر) التابعة لناحية كرسي القديمة في سنجار. بدأ مشواره الفني في سن مبكرة وتعلم الغناء من والده وأخوه. اشتهر بصوته الحزين والمؤثر وأسلوبه الفلكلوري . أصبح رمزا للثقافة الشنكالية والهوية اليزيدية.

## أعماله
أدى خدر فقير العديد من الأغاني الفلكلورية التي تحكي قصصا عن حب وحزن وفخر وشجاعة اليزيديين في سنجار. بعض أشهر أغانيه هي:
- زالي
- غرالي
- قديم
- دورك (پەسته)
- استرانا